# Bride Wars
Bride Wars és una comèdia romàntica de 2009 dirigida per Gary Winick i protagonitzada per Kate Hudson i Anne Hathaway.

## Argument
L'Emma (Anne Hathaway) i la Liv (Kate Hudson) han estat des de sempre molt bones amigues (d'aquelles que es donen suport en tot) i, des de ben petites, han somniat en casar-se el mes de juny a l'Hotel Plaza de Nova York. Una il·lusió que podran compartir i planificar juntes, ja que les seves peticions de mà tenen lloc en poc temps de diferència i els seus casaments seran el mateix cap de setmana. Un error administratiu, però, esquerda aquesta felicitat: les bodes han estat reservades pel mateix dia i una d'elles haurà de canviar la data. Sense estar disposades a renunciar al seu somni, comença una espiral de competició entre la Liv i l'Emma per tal d'aconseguir la reserva de l'Hotel Plaza. Utilitzant totes les armes de què disposen pretenen arruïnar qualsevol possibilitat que l'altra es quedi amb el premi. Vestits de núvia destrossats, cabells tenyits de color blau, bronzejats excessius i ataronjats....tot és vàlid. És evident doncs, que s'ha declarat una nova guerra, encara que en aquest cas només sigui, una Guerra de Núvies.

## Repartiment
- Kate Hudson - Olivia "Liv" Lerner
- Anne Hathaway - Emma Allan
- Candice Bergen - Marion St. Claire
- Chris Pratt - Fletcher
- Bryan Greenberg - Nate Lerner
- Steve Howey - Daniel
- Kristen Johnston - Deb
- Casey Wilson - Stacy Kindred
- John Pankow - Pare d'Emma
- Paul Scheer - Nicky Coo
- Rafael Junio - Amanda

## Producció
Raphael i Wilson van ser les encarregades de completar el guió de Bride Wars, partint de l'esborrany de Greg DePaul, abans que es declarés la Vaga de guionistes de Hollywood del 2007-2008.
La història, en un principi, se situa a Nova York, fent necessari que la producció hagués de rodar algunes de les seves escenes exteriors a l'Hotel Plaza i el seu Pati de les Palmeres, així com a Central Park, Bloomigdale's i la Cinquena Avinguda. La resta de l'acció però, es va preferir rodar a Boston, on es va utilitzar l'Hotel Fairmount Copley Plaza de la ciutat com si fos el seu igual de Manhattan.
En relació al vestuari de la pel·lícula és important destacar, sobretot, la participació de la coneguda dissenyadora Vera Wang a l'hora de confeccionar els vestits de núvia de les protagonistes. Dos vestits que, a més, es van elaborar tenint en compte el caràcter completament diferent de cada un dels personatges.

## Crítica
La major part dels comentaris que va rebre no van ser gaire favorables.
Roger Ebert del Chicago Sun-Times la va definir com "poca cosa". Una pel·lícula on "els personatges no tenen ni profunditat ni personalitat", on no hi ha "peculiaritats ni complicacions i, de fet, ni conversa. Per tant, una història on els girs de l'argument són obvis". Altres crítics van ser encara més clars. Jorge Rubio de Blogdecine la va considerar una pel·lícula "plena de clichés, diàlegs innocus i interpretacions que arriben a ser absurdes". Segons ell, ni tan sols volia caure en l'error de classificar-la com una "pel·lícula per dones", ja que, des del seu punt de vista, fins i tot a elles els hauria de "fer vergonya veure's retratades com unes histèriques". Una idea amb la qual va coincidir Fausto Fernández de la revista Fotogramas qui, a més, va lamentar que es malgastessin els dots còmics de les actrius.
Malgrat tot, Bride Wars va funcionar estupendament a les guixetes de tot el món recaptant al voltant de 115 milions de dòlars (58 dels quals es van obtenir als Estats Units). Sens dubte, a causa del joc que els casaments donen a la comèdia romàntica.